# サヴェージ・サーカス

サベージ･サーカス（Savage Circus）は、元ブラインド・ガーディアンのトーメン・スタッシュがアイアン・セイヴィアーのピート･シールクらと結成したバンドである。
元ブラインド・ガーディアンのドラマーのトーメン・スタッシュがブラインド・ガーディアンのニューアルバム用に初期ブラインド・ガーディアンのようなスピーディな曲を書いてメンバーに見せたところ、ハンズィ・キアシュらから却下されたことからプロジェクトとしてスタートした。
2006年にEDGUYのオープニング・アクトとして初来日をはたしている。

## メンバー

### 現在のメンバー
- イェンス・カールソン(Jens Carlsson) - ヴォーカル
- エミル・ノーベリ(Emil Norberg) - ギター
- ピート・シールク(Piet Sielck) - ヴォーカル＆ギター
- マイク・テラーナ(Mike Terrana) - ドラムス

### 過去に在籍したメンバー
- トーメン・スタッシュ(Thomen Stauch) - ドラムス
- イェンツ・レオンハルト(Yenz Leonhardt) - ベース

## ディスコグラフィ

### スタジオアルバム
- ドリームランド・マナー - Dreamland Manor（2005年）
- オヴ・ドゥーム・アンド・デス - Of Doom And Death（2009年）

### ビデオ・DVD
- Live in Atlanta（2007年）

## 関連バンド
- ブラインド・ガーディアン
- アイアン・セイヴィアー